# Новоселье (Серебрянское сельское поселение)
Новосе́лье — деревня в Серебрянском сельском поселении Лужского района Ленинградской области.

## История
Впервые упоминается в писцовых книгах Шелонской пятины 1498 года, как деревня Новоселье в Которском погосте Новгородского уезда.
Как деревня Новосель она обозначена на карте Санкт-Петербургской губернии 1792 года, А. М. Вильбрехта.
Деревня Новоселье, состоящая из 21 крестьянского дворов, упоминается на карте Санкт-Петербургской губернии Ф. Ф. Шуберта 1834 года.

НОВОСЕЛЬЕ — деревня принадлежит титулярному советнику Михайле Баралевскому, число жителей по ревизии: 35 м. п., 37 ж. п. (1838 год)

Деревня Новоселья из 21 двора отмечена на карте профессора С. С. Куторги 1852 года.

НОВОСЕЛЬЕ — деревня господина Мейера, по просёлочной дороге, число дворов — 24, число душ — 96 м. п. (1856 год)

НОВОСЕЛЬЕ — деревня владельческая при ключе, число дворов — 29, число жителей: 92 м. п., 67 ж. п. (1862 год)

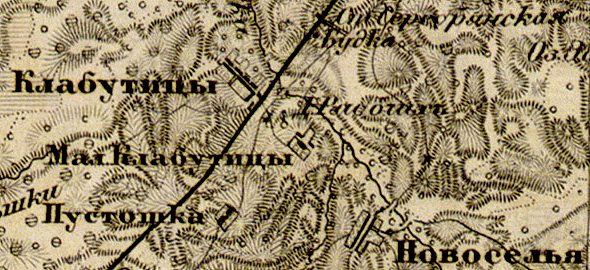
Деревня Новоселье на карте 1863 года

Согласно карте из «Исторического атласа Санкт-Петербургской Губернии» 1863 года деревня называлась Новоселья.
В 1868—1869 годах временнообязанные крестьяне деревни выкупили свои земельные наделы у Н. Т. Мейер и стали собственниками земли.
Сборник Центрального статистического комитета описывал её так:

НОВОСЕЛЬЕ — село бывшее владельческое при речке Чернавке, дворов — 33, жителей — 200; церковь православная. (1885 год)

В XIX веке деревня административно относилась ко 2-му стану Лужского уезда Санкт-Петербургской губернии, в начале XX века — к Городецкой волости 5-го земского участка 4-го стана.
По данным «Памятной книжки Санкт-Петербургской губернии» за 1905 год деревня Новоселье входила в Новосельское сельское общество.
С 1917 по 1923 год деревня Новоселье входила в состав Поддубского сельсовета Городецкой волости Лужского уезда.
С 1923 года, в составе Больше-Клобутицкого сельсовета.

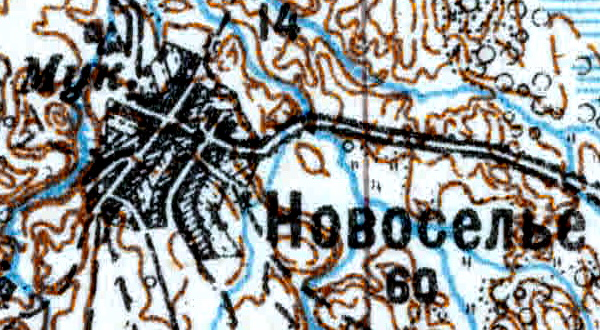
Деревня Новоселье на карте 1926 года

Согласно топографической карте 1926 года деревня насчитывала 60 дворов, в центре деревни находилась часовня, а на реке — водяная мельница.
С февраля 1927 года, в составе Лужской волости, с августа 1927 года — Лужского района.
По данным 1933 года деревня Новоселье входила в состав Клобутицкого сельсовета Лужского района.
Деревня была освобождена от немецко-фашистских оккупантов 15 февраля 1944 года.
В 1958 году население деревни Новоселье составляло 128 человек.
По данным 1966 года деревня Новоселье входила в состав Клобутицкого сельсовета.
По данным 1973 и 1990 годов деревня Новоселье входила в состав Серебрянского сельсовета
По данным 1997 года в деревне Новоселье Серебрянской волости проживали 44 человека, в 2002 году — 53 человека (русские — 94 %).
В 2007 году в деревне Новоселье Серебрянского СП проживали 39 человек.

## География
Деревня расположена в южной части района на автодороге 41К-145 (Ретюнь — Сара-Лог).
Расстояние до административного центра поселения — 2 км.
Расстояние до ближайшей железнодорожной станции Серебрянка — 3 км.
Через деревню протекает река Клобутицкая.

## Демография
| 1838 | 1862 | 1885 | 1958 | 1997 | 2007 | 2010 |
| ---- | ---- | ---- | ---- | ---- | ---- | ---- |
| 72   | ↗159 | ↗200 | ↘128 | ↘44  | ↘39  | ↗41  |
| 2017 |      |      |      |      |      |      |
| →41  |      |      |      |      |      |      |

## Улицы
Ветеранов, Дачная, Проезд.